# UvA-Orkest J. Pzn Sweelinck

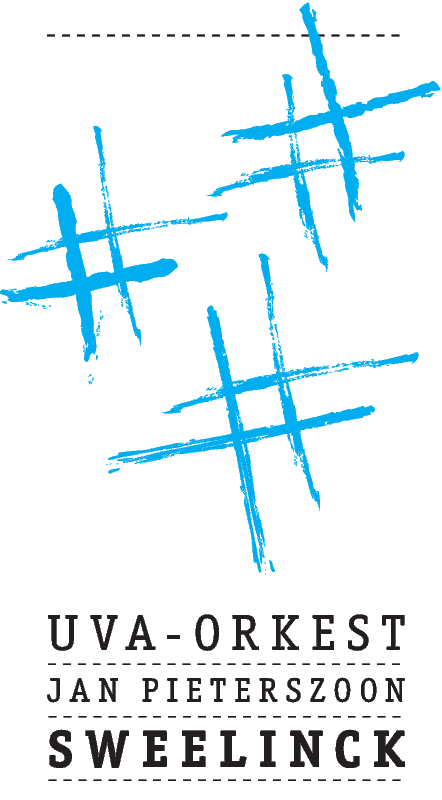
Het logo van het Sweelinckorkest.

Het UvA-Orkest J.Pzn Sweelinck of kortweg Sweelinck-orkest is het studentenorkest van de Universiteit van Amsterdam. Het orkest bestaat uit ongeveer tachtig studenten van Amsterdamse universiteiten en hogescholen. Er worden meestal twee programma's per jaar gespeeld, met concerten zowel in Amsterdam (Concertgebouw, Muziekgebouw aan 't IJ) als daarbuiten (Geertekerk, Utrecht). Ook wordt het orkest regelmatig ingehuurd voor de begeleiding van koren.

## Geschiedenis
Het Sweelinck-orkest is opgericht in 1878 en daarmee het oudste symfonieorkest van Amsterdam. Oorspronkelijk was Sweelinck een subgezelschap van het Amsterdamsch Studenten Corps (ASC), dat na de fusie van het ASC met de Amsterdamsche Vrouwelijke Studentenvereeniging werd samengevoegd met het muziekgezelschap Aedon van de AVSV. In de jaren zeventig van de vorige eeuw kwam het orkest los te staan van het corps. Tijdens het dirigentschap van Vincent de Kort in de periode 1989-1997 is het orkest gegroeid naar de huidige grootte en het niveau waarop het zich nu bevindt. Vanaf deze tijd worden ook weer jaarlijks concerten gegeven in het Concertgebouw en werd het UvA-orkest J.Pzn Sweelinck het officiële studentenorkest van de Universiteit van Amsterdam.
Sinds de jaren negentig wordt er elke 2-3 jaar een buitenlandse tournee gemaakt. In 1993, 1995 en 2003 voerde de tournee naar Italië. In 1998 was er een tournee naar Helsinki en Sint-Petersburg, in 2001 naar Barcelona, in 2006 naar Parijs, in 2009 naar China en in 2011 naar Oekraïne. Ter gelegenheid van het 135-jarig bestaan ging het orkest in 2014 op tournee naar Tallinn, Helsinki en Stockholm. 

## Repertoire
Het Sweelinckorkest speelt voornamelijk stukken uit het (laat)romantische repertoire en moderne 20e-eeuwse repertoire, zoals Mahler, Bruckner, Tsjaikovski, Brahms, Beethoven, Richard Strauss, Sjostakovitsj, Britten, Prokofjev, Bartók, Debussy, Berlioz en Ravel.

## Solisten en dirigenten
Sinds september 2024 wordt het orkest geleid door dirigent Jurjen Hempel. Hiervoor dirigeerde de Zwitserse dirigent Konradin Herzog van januari 2016 tot juni 2024 het Sweelinckorkest. Van april 2009 tot december 2015 stond het orkest onder de bezielende leiding van Libia Hernández en vanaf september 2007 tot 2009 onder leiding van dirigent Harmen Cnossen. In de periode 2000-2007 stond het orkest onder leiding van dirigent Jeppe Moulijn, afgesloten met de première van het vioolconcert van zijn hand. Daarvoor hebben onder andere Frieda Belinfante (jaren dertig), Karel Mengelberg, Edo de Waart, Lucas Vis, Roland Kieft (in de jaren voor 1989 en opnieuw in het najaar van 1999), Vincent de Kort (1989-1997), Ernst van Tiel (najaar 1997) en Peter Biloen (1998-1999) voor het Sweelinck gestaan.
Enkele solisten die met Sweelinck hebben samengewerkt zijn Liza Ferschtman, Sonja van Beek, jazz-cellist Ernst Reijseger, Frits Damrow, Floris Mijnders, Rosanne Philippens, Dana Zemtsov, Nicolas van Poucke en Emmy Verhey. In zomer 2014 speelde het orkest met de Finse cellist, Theodoor Sink en in het najaar van 2014 kwam de solist uit eigen orkest, hoornist Hanna Guirten.

## Vereniging
Het orkest is een vereniging waarvan het bestuur wordt gevormd door 6 of 7 leden. De repetities vinden elke donderdag plaats in de Singelkerk in Amsterdam. Het UvA-Orkest J.Pzn Sweelinck is ook een echte studentenvereniging. Elke donderdag na de repetitie is er een borrel in de stamkroeg die voorzien is van een opbergplek voor de instrumenten. Bovendien worden er door verschillende commissies activiteiten georganiseerd, waaronder de Sweelinck Kamermuziekavond Commissie (SKMAC) die zorgt voor het traditionele jaarlijkse kerstdiner.